# متروی قم
مترو قم یک سامانه قطار شهری زیرزمینی در شهر قم است که در حال ساخت می‌باشد.
این سامانه در ٢ خط طراحی شده که پیمانکاری و ساخت خط ۱ آن با برگزاری مناقصه در سال ۱۳۸۹ با مبلغ ۸۶۰ میلیارد تومان به قرارگاه سازندگی خاتم‌الانبیا رسید. خط ۱ این طرح در ۲ مرحله تعریف شده‌است. مرحله ۱ از ایستگاه شهدای کامکار تا میدان مطهری و مرحله ۲ از میدان مطهری تا ایستگاه مسجد جمکران ادامه خواهد یافت.

## تاریخچه
طرح مترو در سال ۱۳۹۰ با مناقصه ۸۶۰ میلیارد تومانی که بزرگ‌ترین مناقصه تاریخ قم محسوب می‌شود، آغاز شد. سال ۱۳۹۴ که اعضای شورای‌اسلامی شهر قم کلید مدیریت شهری را به «مرتضی سقائیان‌نژاد» سپردند، این ابرپروژه ۵/۱۳ درصد پیشرفت فیزیکی داشت. در طول ۶ سال اخیر هم توفان‌های متعدد اقتصادی و ارزی و مشکلاتی که تحریم‌ها به بار آورد، بسیاری از پیگیری‌ها برای تأمین واگن، تجهیزات و… را بی‌ثمر گذاشت.
خط ۱ مترو قم دارای ۲خط A و B است که خط A آن با پیش‌بینی ۱۴ ایستگاه دارای ۱۴/۸ کیلومتر طول است. این خط به ۲ فاز تقسیم شده و فاز نخست آن به طول ۴/۶ کیلومتر، حدفاصل میدان کشاورز تا میدان شهید مطهری در حال اجراست. خط B هم به طول ۱۸ کیلومتر، ۱۶ ایستگاه دارد که عملیاتی‌شدن آن به‌دلیل تأمین نشدن منابع مالی فعلاً در اولویت نیست.
مدیرعامل سازمان قطار شهری قم اواسط تیرماه سال ۱۴۰۰ از آغاز تست گرم مترو در پایان مردادماه سخن گفت و وعده داد حدود ۳ ماه پس از انجام تست گرم، فاز نخست خط یک مترو قم آماده مسافرگیری خواهد بود. آخرین وعده بهره‌برداری از مترو قم مربوط به معاون هماهنگی امورعمرانی استاندار قم است که گفته فاز نخست خط یک مترو تا شهریورماه سال‌جاری آماده تست گرم می‌شود. این ادعا در حالی است که واگن‌هایی که برای مترو قم سفارش داده شده، آماده نیست و با توجه به اینکه خط سوم مترو مشهد در سال‌های آینده افتتاح می‌شود، قرار است مسئولان شهرهای قم و مشهد برای تحویل قطار وارد مذاکره شوند.
از طرفی دیگر، مرداد ماه ۱۳۸۸ پس از ماه‌ها مطالعات و پیگیری، کلنگ عملیات اجرایی نخستین مونوریل کشور در قم، به زمین زده شد. اما در همان ابتدای عملیات اجرایی پروژه، اما و اگرهای فراوانی پیرامون آن و حول مطالعات و مسیریابی صورت گرفته انجام شد که با وجود این مسائل تقریباً یکسال پروژه را با سرعت پایینی پیش برد، اما حدود یک سال بعد با حضور محمدحسین موسی‌پور در مسند استانداری قم، عزم ویژه‌ای بر سرعت بخشیدن به عملیات اجرایی مونوریل و تکمیل آن ایجاد شد.
با وجود عزم موسی‌پور در پیشبرد پروژه‌های عمرانی، سرعت‌بخشیدن به اجرای مونوریل حدود دو سال دوام داشت. در حالی که قرار بود این پروژه در سال ۱۳۹۰ به بهره‌برداری برسد اما با قد علم کردن ستون‌های آن، واکنش‌ها و موضع‌گیری‌ها نسبت به اجرای آن شدت گرفت تا جایی که تکمیل پروژه تحت‌الشعاع حواشی مرتبط با نحوه عبور از مقابل حرم مطهر حضرت معصومه (س) قرار گرفت و به نوعی باز هم سرعت پروژه کند شد. از همان ابتدای کار مباحث فراوانی درباره مطالعات و مسیریابی صورت گرفته ایجاد شد ولی پس از یک سال با استانداری محمدحسین موسی‌پور کار سرعت بیشتری گرفته و با صرف هزینه زیاد ستون‌های مونوریل در نقاطی از شهر قد علم کردند.
تا زمانی که مهر ابطال بر پروژه مونوریل قم زده شد، این پروژه متوقف ماند. تورم و افزایش قیمت ارز باعث شد اگر روزی مونوریل برای تکمیل شدن به ۱۰۰ یا ۲۰۰ میلیارد تومان اعتبار نیاز داشت به بیش از هزار میلیارد تومان برسد و دیگر هیچ‌کس حاضر نباشد مسئولیت آن را برعهده بگیرد.طبق اعلام استاندار قم در اردیبهشت ۱۴۰۳ تکمیل پروژه مونوریل قم توسط دولت سیزدهم نهایی شده‌است.

## ایستگاه‌ها

### ایستگاه های خط ۱
خط ۱ متروی قم جمعاً ۱۴ ایستگاه دارد که به قرار زیر است:
| شماره | نام                        | موقعیت                                   | وضعیت         | بازگشایی |
| ----- | -------------------------- | ---------------------------------------- | ------------- | -------- |
| ۱     | ایستگاه شهدای کامکار (A14) | ابتدای جاده قدیم ساوه                    | در حال ساخت   |          |
| ۲     | ایستگاه کشاورز (A13)       | تقاطع کشاورز                             | ساخته شده‌ است | غیر فعال |
| ۳     | ایستگاه سوم خرداد (A12)    | خیابان امامزاده ابراهیم، تقاطع سوم خرداد | در حال ساخت   |          |
| ۴     | ایستگاه معصومیه (A11)      | تقاطع معصومیه                            | در حال ساخت   |          |
| ۵     | ایستگاه سعیدی (A10)        | میدان سعیدی                              | در حال ساخت   |          |
| ۶     | ایستگاه شهید مطهری (A9)    | میدان مطهری                              | ساخته شده است | غیر فعال |
| ۷     | ایستگاه عمار یاسر (A8)     | خيابان طالقانی، تقاطع ۴۵ متری عمار ياسر  | در حال ساخت   |          |
| ۸     | ایستگاه چهل اختران (A7)    | خيابان طالقانی، مقابل بقعه چهل اختران    | در حال ساخت   |          |
| ۹     | ایستگاه نکویی (A6)         | چهارراه نکویی                            | در حال ساخت   |          |
| ۱۰    | ایستگاه پلیس (A5)          | میدان پلیس                               | در حال ساخت   |          |
| ۱۱    | ایستگاه دل‌آذر (A4)         | خيابان دل‌آذر، کوچه دل‌آذر ۱۰              | در حال ساخت   |          |
| ۱۲    | ایستگاه ولیعصر (A3)        | میدان ولیعصر                             | در حال ساخت   |          |
| ۱۳    | ایستگاه بقیه‌الله (A2)      | میدان بقیه‌الله                           | در حال ساخت   |          |
| ۱۴    | ایستگاه مسجد جمکران (A1)   | میدان انتظار                             | در حال ساخت   |          |

### ایستگاه های خط ۲
خط ۲ متروی قم جمعاً ۸ ایستگاه دارد که به قرار زیر است:
| شماره | نام                                     | موقعیت                                | وضعیت       | بازگشایی |
| ----- | --------------------------------------- | ------------------------------------- | ----------- | -------- |
| ۱     | ایستگاه پایانه (آزادراه خلیج فارس) (M1) | آزادراه تهران-قم، ابتدای بلوار زائر   | در حال ساخت |          |
| ۲     | ایستگاه فرهنگیان (M2)                   | بلوار زائر، تقاطع بزرگراه امام علی(ع) | در حال ساخت |          |
| ۳     | ایستگاه امام موسی صدر (M3)              | بلوار زائر، جنب ساختمان شهرداری قم    | در حال ساخت |          |
| ۴     | ایستگاه رضوی (M4)                       | بلوار زائر، تقاطع بلوار رضوی          | در حال ساخت |          |
| ۵     | ایستگاه شهید رجایی (M5)                 | بلوار زائر، پل رجایی                  | در حال ساخت |          |
| ۶     | ایستگاه شهید مطهری (M6)                 | بلوار زائر، میدان مطهری               | در حال ساخت |          |
| ۷     | ایستگاه حرم مطهر (M7)                   | بلوار زائر، حرم حضرت معصومه           | در حال ساخت |          |
| ۸     | ایستگاه پردیسان (مصلی) (M8)             | بلوار زائر، بوستان حنانه              | در حال ساخت |          |